# قرقاول شاخ‌دار ساتیر
قرقاول شاخ‌دار ساتیر (نام علمی: Tragopan satyra) نام یک گونه از سرده قرقاول شاخ‌دار است.

## نگارخانه

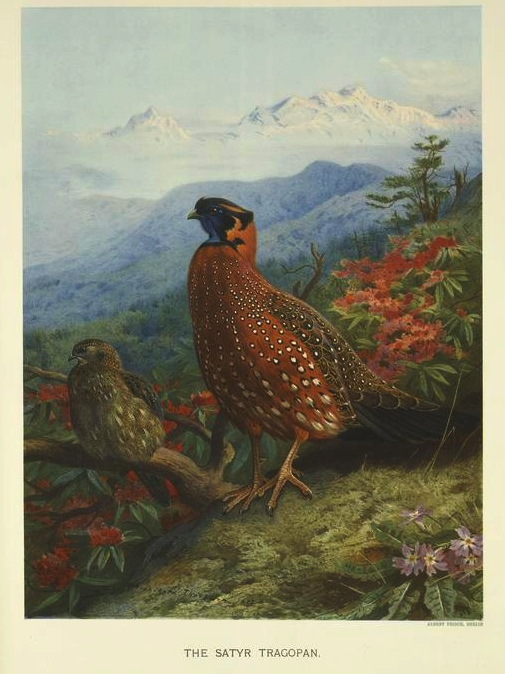
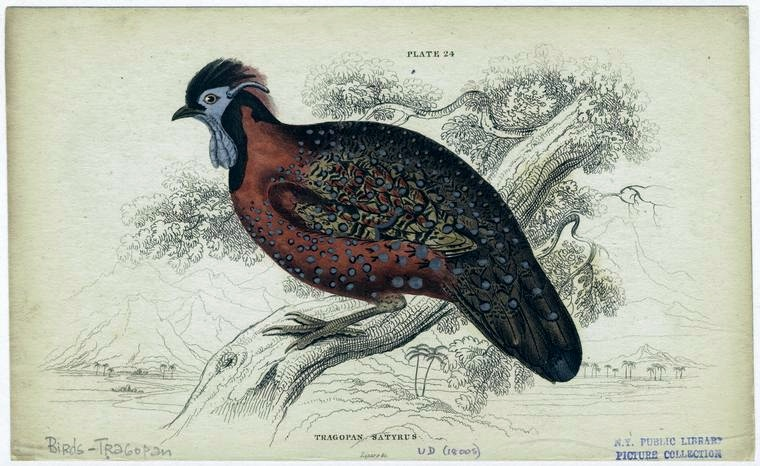
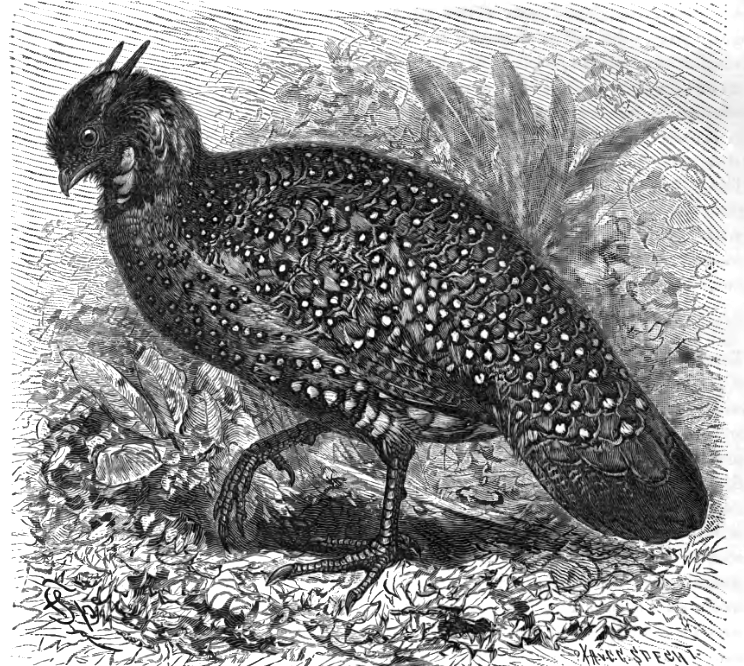
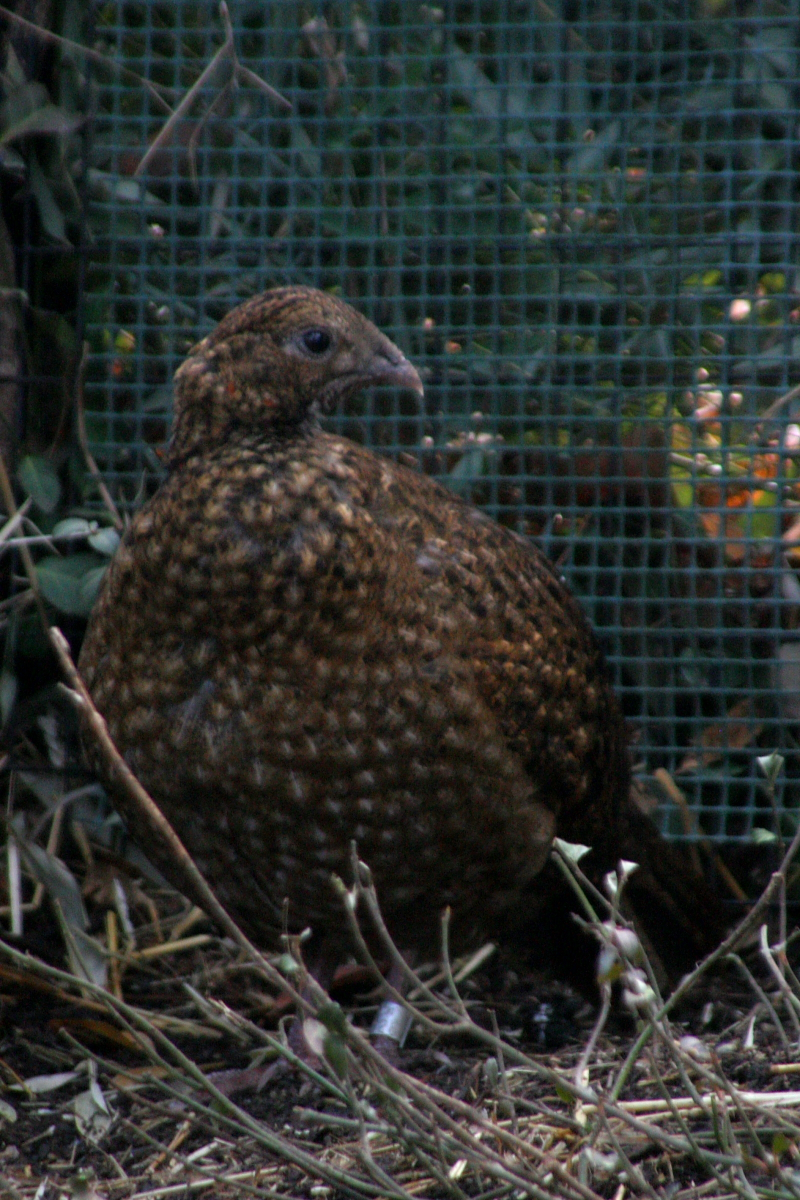
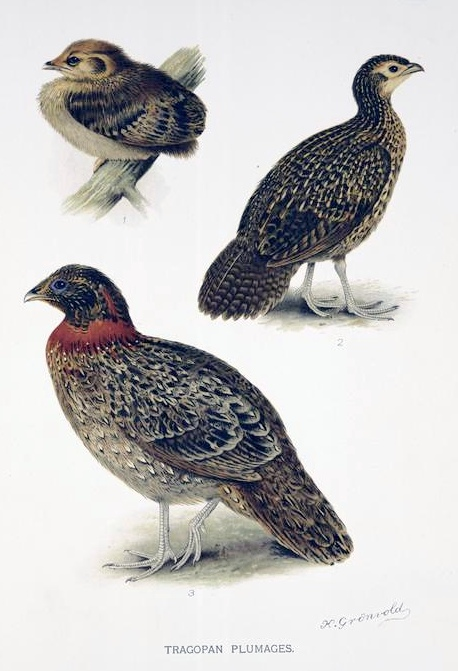
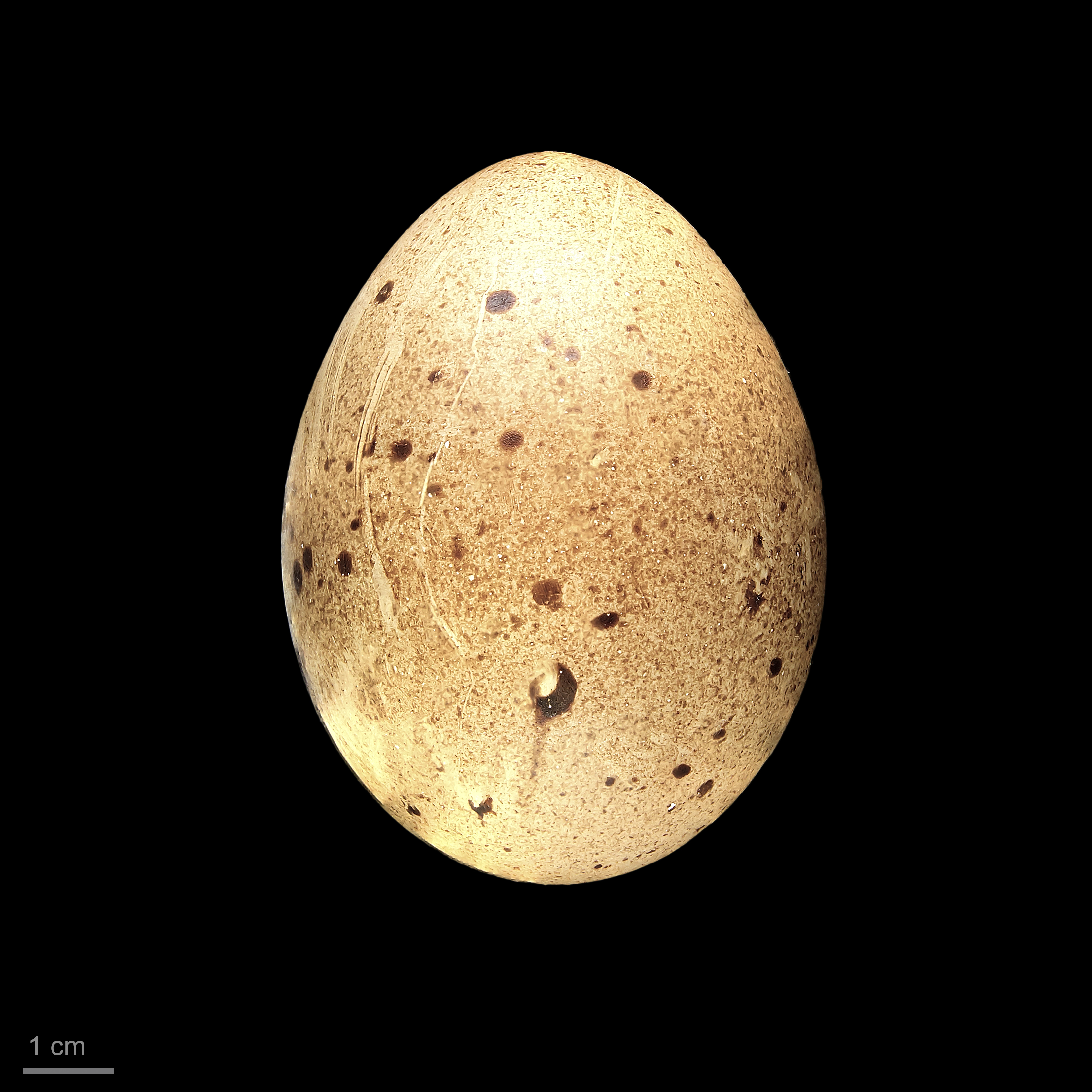
Museum specimen -